# كنيسة نوتردام دي لورد بمدنين
كنيسة نوتردام دي لورد بمدنين (بالفرنسية: Église Notre-Dame-de-Lourdes de Médenine) هي كنيسة كاثوليكية قديمة كانت تقع بمدنين ولم يعد لها وجود اليوم.